# Martwa natura z zielonym dzbanem
Martwa natura z zielonym dzbanem – obraz olejny polskiego impresjonisty Józefa Pankiewicza z 1929 roku, znajdujący się w Galerii sztuki polskiej 1800-1945 Muzeum Śląskiego w Katowicach.
Sposób przedstawienia i dobór barw zdradza zainteresowanie Pankiewicza warsztatem mistrzów holenderskich XVII wieku. Obraz powstał w 1929 roku. Dzieło o wymiarach 46,5 × 61,5 cm jest sygnowane w lewym górnym rogu: Pankiewicz. Artysta namalował martwą naturę, na którą składają się: dzban, kieliszek, koszyk obrus oraz owoce, m.in. granaty, figi i winogrona. Muzeum Śląskie w Katowicach nabyło obraz od mecenasa artysty Stefana Oderfelda za pośrednictwem warszawskiego salonu sztuki Henryka Koterby w 1938 roku. Muzealny numer inwentarzowy: MŚK/SzM/442.